# Šiauliai
Šiauliai (izgovara se "Šauljaj") (njemački: Schaulen, poljski: Szawle) je četvrti po veličini grad u Litvi.

## Zemljopisni položaj
Nalazi se na u istočnom dijelu sjeverne visoravni, na rijekama Mūša, Dubysa i Venta. Udaljen je 210 km od Vilniusa,  142 km od Kaunasa, 161 km od Klaipėda, 128 od Rige i 250 km od Kaliningrada.

## Demografija
Godine 1795. Šiauliai je imao 3.700 stanovnika, ali već 1897. ima 16.128 stanovnika je te drugi po veličini pokrajinski grad nakon Kaunasa. Godine 1909. 56,4% gradskog stanovništva činili su Židovi. 1923. Šiauliai je treći grad po veličini nakon Kaunasa i Klaipėda.

## Gradovi prijatelji
- Hmeljnicki, Ukrajina
- Częstochowa, Poljska
- Omaha, SAD[1]
- Baranoviči, Bjelorusija
- Fredericia, Danska
- Jelgava, Latvija
- Kaliningrad, Rusija
- Kristianstad, Švedska
- Pärnu, Estonija
- Etten-Leur, Nizozemska
- Teterow, Njemačka
- Plauen, Njemačka

## Vanjske poveznice
- Službene stranice  Arhivirana inačica izvorne stranice od 26. siječnja 2021. (Wayback Machine)